# Мартыненко, Яков Андреевич
Яков Андреевич Мартыненко (13 октября 1900 — 16 февраля 1979) — генерал-майор ВС СССР, начальник Энгельсского пулемётного училища в 1942—1945 годах и Саратовского пехотного училища в 1946—1947 годах.

## Биография
На фронте Гражданской войны с 1918 года, член Красной гвардии. Участник боёв на Уральском фронте, на Кубани против войск Петра Врангеля и на Кавказе против чеченских отрядов Горской республики, был ранен на Кавказе. Участник советско-финляндской войны, с 1 февраля 1940 года — начальник штаба 75-й стрелковой дивизии.
С 22 по 27 июня 1941 года руководил обороной окружённой 75-й стрелковой дивизии, при выходе из окружения под Малоритой 27 июня возглавил одну из групп прорыва: объединившись в районе деревни Новоселки с группой комиссара Ткаченко, Мартыненко с боями отходил в район станции Сарны (в направлении Чернигова). Командир миномётного взвода 115-го стрелкового полка дивизии В. Г. Куделин в своих воспоминаниях писал, что на шоссе Гомель—Чернигов на одном из отрезков дороги группа наткнулась на «десяток фашистских танков». Мартыненко с двумя гранатами бросился на танки, возглавляя атаку курсантов полковой школы 115-го полка, но его атака захлебнулась: он был прошит автоматной очередью. Куделин решил, что начальник штаба погиб, и его тело отнесли в лес, где должны были похоронить. Сам же Мартыненко утверждал, что его просто бросили, решив, что он мёртв, но двое бойцов всё-таки своевременно его нашли, остановили машину и довезли его до госпиталя. Остатки дивизии сумели выйти из окружения, но сама дивизия была расформирована.
Мартыненко лечился в госпиталях городов Шевченко и Саратова, перенеся ряд операций. С лета 1942 года до октября 1945 года он руководил Энгельсским пулемётным училищем (11 июля 1945 года произведён в генерал-майоры). С января 1946 по май 1947 года — начальник Саратовского пехотного училища; занимался реорганизацией учебного процесса с учётом опыта боевых действий и того, что основу курсантов и большую часть преподавателей составляли фронтовики. Особое внимание обращал на полевую выучку курсантов и на привитие боевых командирских качеств (в том числе уделял много внимания физподготовке). По болезни ушёл в отставку в мае 1947 года.

## Награды
- орден Ленина (21 февраля 1945) — за долголетнюю и безупречную службу в Красной Армии[3]
- орден Красного Знамени (3 ноября 1944)[4]
- орден Красной Звезды (19 мая 1940)[5][a] — за образцовое выполнение боевых заданий командования на фронте борьбы с финской белогвардейщиной и проявленные при этом мужество и героизм[2]
- медаль «XX лет РККА»[1]
- медаль «За победу над Германией в Великой Отечественной войне 1941—1945 гг.» (8 ноября 1945)[5]

## Комментарии
1. ↑  По другим данным, это был орден Красного Знамени[1]